# Depułtycze Królewskie
Depułtycze Królewskie – wieś w Polsce położona w województwie lubelskim, w powiecie chełmskim, w gminie Chełm.
Dipulthicze były wsią starostwa chełmskiego w 1570 roku. W latach 1975–1998 miejscowość administracyjnie należała do województwa chełmskiego. We wsi znajduje się lądowisko Chełm-Depułtycze Królewskie.
Wieś stanowi sołectwo gminy Chełm. Według Narodowego Spisu Powszechnego (III 2011 r.) liczyła 193 mieszkańców i była 26. co do wielkości miejscowością gminy Chełm.
Wierni Kościoła rzymskokatolickiego należą do parafii Wszystkich Świętych w Nowych Depułtyczach.

## Historia
Dawna wieś królewska w Ziemi Chełmskiej, notowana w roku 1460 jako „Dwyepolticze”, w roku 1584 jako „Dipultice”, „Dypolthicze” 1504. Według Słownika geograficznego Królestwa Polskiego wieś posiadała w  r. 1564 kościół parafialny łaciński i cerkiew prawosławną. Były tu 2 łany i 2 zagrodników. Działy posiadali  Mikołaj Siennicki, płacący od 9 1/2  łana i 8 zagrodników i Skoruta płacący z jednego łana. Depultycze Królewskie i Depultycze Drugie pojawiają się w roku 1786 w opisie map Perthesa geografa króla Stanisława Augusta. W wieku XIX wieś opisana była jako Depułtycze Królewskie  w powiecie chełmskim i gminie Krzywiczki posiadającą  szkołę i cerkiew parafialną dla Rusinów. W lustracji z roku 1827 spisano tu 22 domy zamieszkałe  przez 115 mieszkańców, a także Depułtycze Ruskie które w roku 1827 posiadały 19 domów i 128 mieszkańców. Słownik geograficzny Królestwa Polskiego wymienia także Dypułtycze jako dawną wieś królewską stanowiącą w roku 1838 dobra rządowe rozległe na 524 morgi. 5 sierpnia 1863 miała tu miejsce potyczka powstańców styczniowych z wojskami rosyjskimi zwana Bitwą pod Depułczycami.

## Transport
Wieś położona jest przy drodze wojewódzkiej nr drodze wojewódzkiej nr 843. We wsi znajdują się dwa przystanki autobusowe obsługiwane przez PKS i prywatnego przewoźnika.